# Lepaja
Lepaja (en serbe cyrillique : Лепаја) est un village de Serbie situé dans la municipalité de Merošina, district de Nišava. Au recensement de 2011, il comptait 596 habitants.

## Géographie
Lepaja est située à proximité du lac d'Oblačina.

## Démographie
| 1948 | 1953 | 1961 | 1971 | 1981 | 1991 | 2002 | 2011 |
| ---- | ---- | ---- | ---- | ---- | ---- | ---- | ---- |
| 581  | 922  | 858  | 825  | 780  | 736  | 674  | 596  |

|  |

## Économie
Le village de Lepaja est connu pour sa production de cerises, destinée à l'usine de jus de fruit slovène Fruktal.